# 128 (عدد)
128 أو مائة وثمانية و عشرون هو عدد صحيح طبيعي موجب يلي 127 ويسبق 129.

## في الرياضيات
- 128 هي القوة كاملة للعدد 2 الرقم 7
- 128 = 8815 عدد يتكرر فيه رقم واحد في نظام العدد العشري
- 128 هو ثان عدد اقتصادي
- 128 عدد ناقص ( غير زائد)
- يمكن بناء مضلع منتظم ذا 128 ضلع بالمسطرة والفرجار.
- المكعب سباعي الأبعاد يملك 128 رأسا
- 128 عدد فريد مان في نظام العد العشري لأنه يمكن كتابته ك1-28 حيث 2 و 8 و 1 أرقام يتكون منها العدد 128

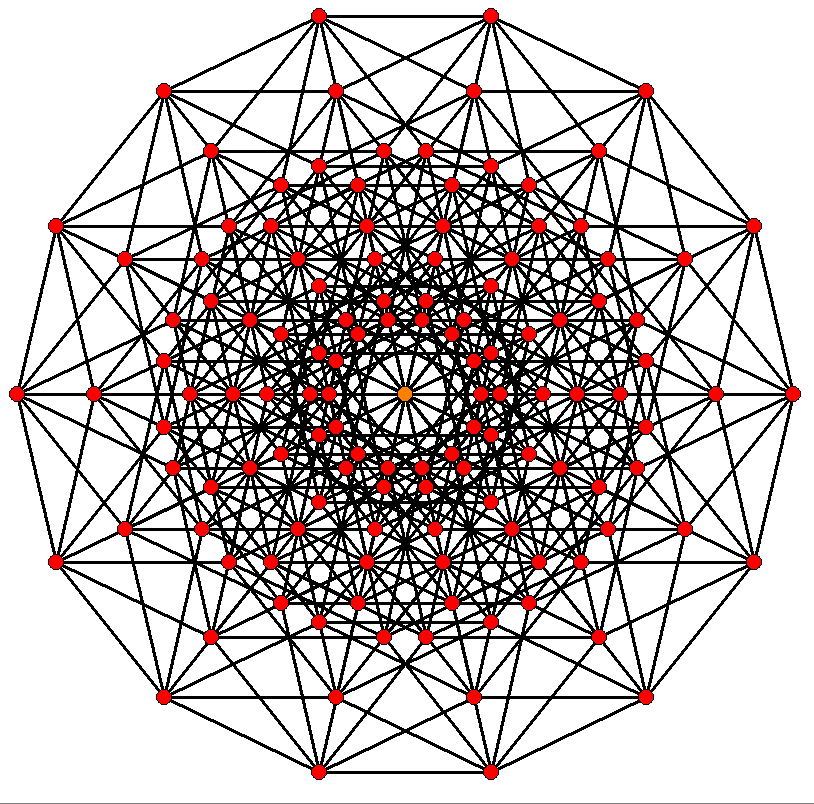
المكعب السباعي الأبعاد يملك 128 رأسا

- 128 عدد قلوب في نظام العد السباعي (2427 ) و نظام العد الخماسي عشر (8817)
- {\displaystyle 128=(8+8i)(8-8i)}